# Henning Schellerup
Henning Schellerup (* 3. Januar 1928 in Thisted bei Viborg, Dänemark; † 12. Mai 2000 in South Jordan, Utah, USA) war ein dänischstämmiger Kameramann und Regisseur beim US-amerikanischen Film.

## Leben und Wirken
Über die frühen Jahre Schellerups ist nur wenig bekannt. Henning Schellerup wuchs in Dänemark auf. Am 17. März 1952 kam er in die USA und wurde dort am 20. Dezember 1957 eingebürgert.
Er war bereits 40 Jahre alt, als er für den Kinofilm zu arbeiten begann. Seine erste nachweisbare Arbeit (als Kameraassistent) war der Streifen Das Schiff der liebestollen Frauen. Diese wie auch nahezu sämtliche seiner Folgearbeiten waren billigst hergestellte B-Pictures, bisweilen auch Exploitation- und Blaxploitation-Trash mit hohem Sex and Crime-Faktor oder Horrorelementen, und trugen Titel wie Porno-Reise zur Sexgöttin, Auf und nieder -- ich könnt schon wieder, Black Cats, Die Buggy-Bumser, Hemd hoch oder ich schieße, Black Starlet, Mama‘s Dirty Girls, Curse of the Headless Horseman, Kiss of the Tarantula und Planet der Monster. 1977 fotografierte er mit einer für das Fernsehen gedrehten Neufassung des Abenteuerstoffs Uncas, der letzte Mohikaner auch einen seriöseren Film.
1987 war seine Karriere als Chefkameramann beendet, anschließend arbeitete Schellerup noch bis 1991 als einfacher Kameramann bzw. Second-Unit-Kameramann. In den 70er und frühen 80er Jahren sowie Anfang der 90er Jahre hat er bei einer Reihe von mitunter obskuren Filmen auch Regie geführt, zuletzt bei zwei halbdokumentarischen Fernsehproduktionen, die sich mit biblischer Spurensuche beschäftigten.
Danach beendete Henning Schellerup seine Filmtätigkeit und ließ sich 1994 im US-Bundesstaat Utah nieder, wo er sechs Jahre später starb.
Er war seit November 1951 verheiratet und hatte mehrere Kinder.

## Filmografie

### Regie
- 1972: Dr. Carstair's 1869 Love-Root Elixir
- 1972: The Black Bunch
- 1973: Wilbur and Orville: The First to Fly
- 1973: Sweet Jesus, Preacherman
- 1973: Black Cats (The Black Alley Cats)
- 1978: Die Zeitmaschine (The Time Machine) (TV)
- 1978: Tom Edison: The Boy Who Lit Up the World (Co-Regie) (TV)
- 1979: Greatest Heroes of the Bible: Daniel and Nebuchadnezzar (TV)
- 1979: In Search of Historic Jesus
- 1979: Beyond Death's Door
- 1980: The Legend of Sleepy Hollow (TV)
- 1981: The Adventures of Nellie Bly (TV)
- 1991: Ancient Secrets of the Bibel (TV)
- 1992: The Incredible Discovery of Noah's Ark (TV)

### Kamera
- 1970: Einer nach der anderen – Laß fummeln, Puppe (Cme One Come All)
- 1970: Frau Professor kann's noch besser (The Dean's Wife)
- 1976: Die Buggy-Bumser (Flash and the Firecat)
- 1976: Hüter der Wildnis (Guardian of the Wilderness)
- 1977: Uncas, der letzte Mohikaner (The Last of the Mohicans)
- 1977: Planet der Monster (Planet of the Dinosaurs)
- 1982: Auf der Suche nach dem goldenen Himmel (In Search of a Golden Sky)
- 1984: City Commando (The Annihilators)
- 1984: Verbrannte Erde (Cease Fore)
- 1985: Snowballing (Snow Balling)
- 1986: Stille Nacht – Horror Nacht (Silent Night, Deadly Night)
- 1988: Abrechnung im Dschungel (Gator Bait II: Cajun Justice)
- 1988: Berserker (Berserker: The Nordic Curse)